# 较量无声
《较量无声》是2013年6月由中国人民解放军国防大学、中国人民解放军总政治部保卫部、中国人民解放军总参谋部三部、中国社会科学院、中国现代国际关系研究院联合推出的90多分钟的宣传片。总策划是刘亚洲，撰稿人和总编导是秦天。该片强调意识形态斗争和冷战思维，认为美国有着“反华阴谋”，被认为是反美宣传片。

## 内容
这部宣传片分上下两集。

### 上集
上集介绍了上个世纪下半叶，中国、苏联、美国三个国家在冷战时期的格局，中国在文革之后的发展，以及中美在冷战后的关系变化。提出苏联解体是由于苏共自身否定，苏共亡党并不代表马列主义失败，提出苏联解体并非冷战结束的标志或原因而是冷战结束的结果。提出中美建交是由于美国为集中对抗苏联而收缩战线，美国在冷战结束之后的下个战略对手是中国，在苏联解体之后对华实行和平演变政策。提出中美建交是为发展环境摆脱封锁，改革开放是完全正确的战略选择，中美民众并完全了解对方国家。

### 下集
下集指出美国为首的西方国家为了颠覆中国现行体制，试图渗透中国，包括政治、文化、舆论思想、社会、组织五条战线上的渗透以及干涉。指责利用非政府组织以资助等方式对官员民众宣传西方价值观（政治渗透）。提出美国的十条戒令，指责美对中国民众特别是年轻人宣扬低俗文化，秘密宣扬基督教（文化渗透）。指责利用谷歌、推特等境外网站传播敏感信息、右倾舆论、西方价值观，批评美国网络审查管理采用双重标准（舆论思想渗透）。指责用拉拢、收买、威胁、策反等利用中国官员及学者（组织渗透）。指责扶植西藏流亡政府、世界维吾尔大会、法轮功组织，指责美英驻香港领事馆是半公开的反华基地，参与策划香港的占领中环社会运动（社会渗透）。
该片点名中国自由派代表茅于轼和贺卫方是美国颠覆中国的代言人。该片最后总结道：“我们必须清醒看到，风险和挑战不仅来自外部，更大量来自内部。较量的输赢不仅在于警惕对手，更关键在于巩固自己。”

## 争议部分

### 十条诫令
该片所引用的關於前美国中央情報總監艾倫·杜勒斯主張用《十条诫令》來颠覆中国共产黨政权的傳言其实源自流傳於西方的政治相關谣言。《纽约时报》等媒體對此早有考证和报道，新语丝作者庄海青、媒体人杨学涛等人也有翻译。《十条诫令》类似版本最早出现在美国的英文名称是“Communist Rules for Revolution”，即“共产主义者革命章程”，受到《圣经》關於十诫的內容所影响，原有的英文名称“共产主义者革命章程”变成了“十条诫令”。据传此十条“革命章程”是协约国于1919年5月在德国杜塞尔多夫城搜出的，是德国共产党用来腐蚀资产阶级、发动共产革命的章程。后来美国选民们为警惕来自左派的威胁，就把这十条印出来发给议员。由于在美国国家档案馆、国会图书馆和各所大学的图书馆內都找不到該文件，因此这份文件被认为是被伪造出來的。

### 背景音乐
该片使用美国电视剧《权力的游戏》（冰与火之歌）的背景音乐，暂未取得版权许可。

## 各界評論

### 正面
中国毛左派及民族主义者对该片作出了正面评价，他們呼吁追查美国代言人在党政机关的后台，追查“党校反党、党报反党”的问题，尤其将习近平的智囊刘鹤所写的批评以民粹主义处理经济危机的文章及383改革方案作为攻击对象。
支持者称此片批评转基因主粮化、网络渗透、贺卫方、茅于轼、“南方系”、“基督右翼势力”等，是不可多得的好片。并认为中共十八届三中全会设立的中央国家安全委员会的职责是应对《较量无声》中所说的美国等西方国家对中国进行战略渗透的挑战。

### 负面
美国之音批评该片“充满阴谋论的冷战思维和煽动言辞，毫无事实依据，肆意指摘，与此前中共反击西方普遍价值意识形态的舆论战如出一辙，是以网络互动方式进行洗脑宣传”。 还有批评者认为，该片是“刘亚洲所放出的姿态有余、成色不足的投名状”。
贺卫方则反击该片可笑之至，“充斥着冷战思维和煽动话语，把一些国家人民追求自由与民主的言行都妖魔化，甚至把因缺乏民主法治而导致的腐败也归咎为美国的阴谋。”

### 中立
FT中文网所發表的一篇文章的作者建议西方观察者将影片视为一个礼貌而聪明的警告，理由是它并非由官方媒体播放，而是效仿片中所说的美国网络“渗透”，通过视频网络、社交媒体进行散播，从而给北京在日后的外交上留有更大的回旋余地。这篇文章的作者也表示他认为一些人想通过此片来暗示西方國家應該“得饶人处且饶人”，不能把中国逼急。

## 瑣事
在該影片被推出的大約十年後，於2023年3月24日，香港傳媒《明報》所發表的一篇文章的作者聲稱因為劉亞洲涉嚴參與嚴重貪腐案，所以他可能會被當局重判「死刑緩期兩年執行」的刑罰。由中國國內的左派人士所創建的網站《紅色文化網》連續刊登署名「賀蘭峰」的文章，其痛批劉亞洲是「兩面人」、 隱藏在解放軍的「第五縱隊」、「普世價值的吹鼓手」，又指責劉亞洲傳播西方文明所重視的關於人道、人權、人性、民主、自由等等的普世價值觀，並且指控他親美丶力主軍隊國家化丶鼓吹建構西式民主制度，以及聲稱他「是一個典型的野心家和陰謀家」。